# Veuzain-sur-Loire
Veuzain-sur-Loire é uma comuna francesa na região administrativa do Centro-Vale do Loire, no departamento de Loir-et-Cher. Estende-se por uma área de 37.96 km². Em 2010 a comuna tinha 3 584 habitantes (densidade: 94,4 hab./km²).
Foi criada em 1 de janeiro de 2017, a partir da fusão das antigas comunas de Onzain (sede da comuna) e Veuves.